# Paul Hogan

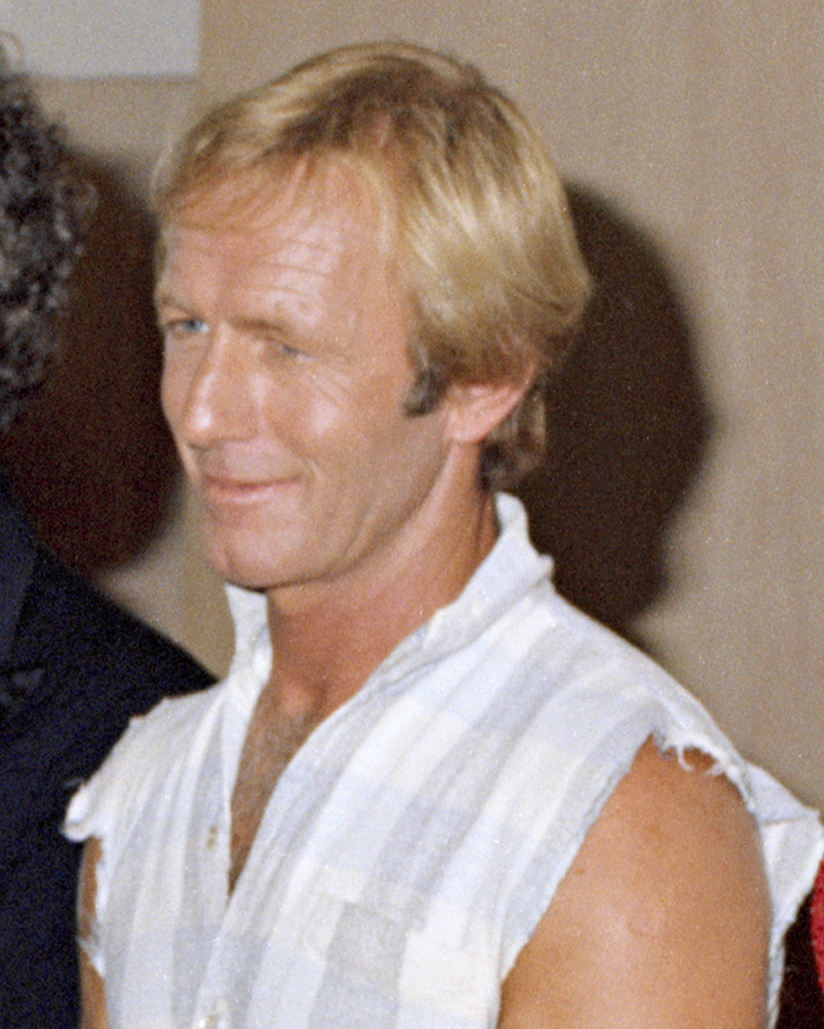
Paul Hogan (1980)

Paul „Hoges“ Hogan AM (* 8. Oktober 1939 in Sydney) ist ein australischer Schauspieler und Comedian. Weltweite Popularität erlangte er in der Rolle des Michael J. „Crocodile“ Dundee in den Crocodile-Dundee-Filmkomödien.

## Leben
Paul Hogan wuchs in Sydney auf und verließ die Schule mit 15 Jahren. Hogan verdiente sich seinen Lebensunterhalt mit mehr als 25 verschiedenen Tätigkeiten: unter anderem als Chauffeur, Boxer und als Monteur auf der Sydney Harbour Bridge. 1972 wurde Hogan in der australischen Fernseh-Talentshow New Faces vom Produzenten John Cornell entdeckt. In den frühen 1970er Jahren wurde er durch die Comedy-Serie A Current Affair bekannt; später folgte er dem Konzept der Serie in seiner eigenen Show, The Paul Hogan Show, die er produzierte, als Co-Autor mitschrieb und in der er selbst eine große Anzahl unterschiedlichster Charaktere verkörperte. Die etwa 60 Episoden zählende Serie lief von 1973 bis 1984 und war in Australien und in Großbritannien sehr populär. Sie zeichnete sich durch den trockenen australischen Humor aus, ein Markenzeichen Hogans.
In den USA wurde Hogan durch Werbespots für den australischen Fremdenverkehrsverband bekannt, die von 1984 bis 1990 ausgestrahlt wurden. Diese Werbespots gelten als erfolgreichste Touristikwerbung, die je in den USA ausgestrahlt wurde, und führten dazu, dass Australien eines der Lieblingsreiseländer der US-Amerikaner wurde und dass sie einen Tourismusboom auslösten. Während der 1980er Jahre erschien Hogan im britischen Fernsehen in einer Werbekampagne für die australische Biermarke Foster’s Lager, in der er einen bauernschlauen und stets durstigen Australier in der Fremde (meist London) spielte.

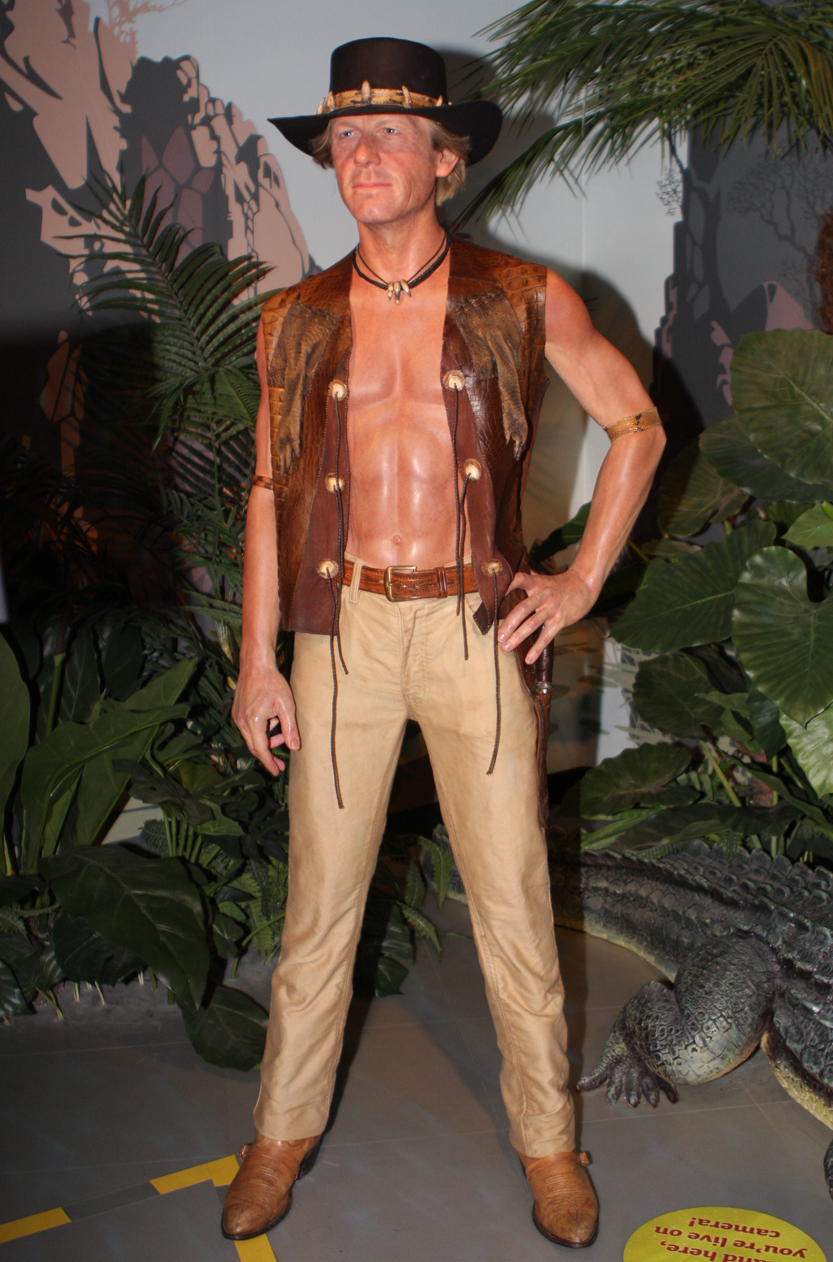
Wachsfigur von Hogan als Crocodile Dundee

In Hogans erstem Film, Crocodile Dundee – Ein Krokodil zum Küssen, spielte er 1986 einen von Aborigines aufgezogenen Jäger, der aus dem australischen Outback nach New York City reist. Der Film zeigt in vielen humoristischen Szenen, wie der sympathische Naturbursche Dundee auf erstaunliche Phänomene der „zivilisierten“ Welt reagiert (Bidets, Straßenräuber, Zuhälter, Transvestiten …). Crocodile Dundee wurde von Hogan selbst und einer Gruppe von Investoren finanziert, zu denen unter anderem sein langjähriger Freund und Partner John Cornell, der Unternehmer Kerry Packer und die Cricketspieler Greg Chappell, Dennis Lillee und Rodney Marsh gehörten. Die Abenteuerkomödie war der bis dahin erfolgreichste australische Film, wurde mit einem globalen Einspielergebnis von 328 Mio. Dollar zu einem der größten Kinohits des Jahres und begründete Hogans internationale Filmkarriere. Allein in Deutschland hatte der Überraschungserfolg 5,8 Millionen Zuschauer.
1985 wurde Paul Hogan zum „Australier des Jahres“ (englisch Australian of the Year) gewählt. Am 26. Januar 1986 wurde er aufgrund seiner Dienste für den Fremdenverkehr und in der Unterhaltungsindustrie zum „Mitglied des Australischen Ordens“ (englisch Member of the Order of Australia) ernannt. Für Crocodile Dundee erhielt er den Golden Globe Award als bester Schauspieler und wurde für den Preis der British Academy of Film and Television Arts nominiert. Von der Academy of Motion Picture Arts and Sciences erhielt er zusammen mit Ken Shadie und John Cornell eine Oscar-Nominierung für das Beste Originaldrehbuch. Im Jahr 1987 moderierte Hogan dann selbst, zusammen mit Chevy Chase und Goldie Hawn, die Oscar-Verleihung.
Es wurden noch zwei Fortsetzungen von Crocodile Dundee gedreht. Während die erste Fortsetzung aus dem Jahr 1988 ebenfalls sehr erfolgreich war, konnte die zweite, erschienen 2001, nicht an die Erfolge der ersten beiden Filme anknüpfen. Auch Hogans Komödie Lightning Jack aus dem Jahr 1994 war kein großer Erfolg an den Kinokassen.
1990 heiratete er seine Filmpartnerin Linda Kozlowski, nachdem er von seiner ersten Frau Noeline geschieden worden war. Er hat fünf Kinder aus der ersten und einen Sohn aus der zweiten Ehe. 2013 reichte Kozlowski die Scheidung ein. Seine deutsche Synchronstimme stammt von Frank Glaubrecht.
Seit 2006 lebt Hogan in Kalifornien. In seiner Heimat Australien wurde Hogan der Steuerhinterziehung in Millionenhöhe beschuldigt. Das Geld soll aus Gewinnen der Crocodile-Dundee-Filmkomödien stammen. 2010 wurden die Ermittlungen gegen Hogan eingestellt.
2020 war er in der Komödie The Very Excellent Mr. Dundee (auf Deutsch: Come back, Mr. Dundee) zu sehen, in der er sich selbst verkörpert.
2022 veröffentlichte er das Buch Australia According To Hoges. 2022 erkrankte er an Retroperitonealfibrose.

## Trivia
- Zu Beginn seiner Karriere behauptete er, in Lightning Ridge, New South Wales geboren zu sein, um interessanter zu erscheinen.[9]

## Filmografie
- 1973–1984: The Paul Hogan Show (Fernsehsendung)
- 1985: Anzacs (Fernsehserie)
- 1986: Crocodile Dundee – Ein Krokodil zum Küssen (Crocodile Dundee)
- 1988: Crocodile Dundee II
- 1990: Beinahe ein Engel (Almost an Angel)
- 1994: Lightning Jack
- 1996: Flipper
- 1998: Der lange Weg der Hoffnung (Floating Away, Fernsehfilm)
- 2001: Crocodile Dundee in Los Angeles
- 2004: Schräge Bettgesellen (Strange Bedfellows)
- 2009: Crocodile Daddy – Ein total verrückter Roadtrip (Charlie & Boots)
- 2018: That’s Not My Dog!
- 2018: Dundee – The Son of a Legend Returns Home (Werbefilm für Australien)
- 2020: Come back, Mr. Dundee (The Very Excellent Mr Dundee)
- 2023: The Roast of Paul Hogan[10][11][12]